# Micrófono electrostático
En el micrófono electrostático, las ondas sonoras provocan el movimiento oscilatorio del diafragma. A su vez, este movimiento del diafragma provoca una variación en la energía almacenada en el condensador, que forma el núcleo de la cápsula microfónica. Esta variación en la carga almacenada, (electrones que entran o salen) genera una tensión eléctrica, que es la señal enviada a la salida del sistema.
La señal eléctrica de salida es (o debería ser) análoga en cuanto a forma (amplitud y frecuencia a la onda sonora que la generó).
Son micrófonos electrostáticos:
- Micrófono de condensador.
- Micrófono electret.
- Micrófono de condensador de radiofrecuencia.